# Шульгин, Илья Вячеславович
Илья Вячеславович Шульгин (род. 16 октября 1972 года, Казань) — российский государственный и политический деятель. Первый заместитель министра промышленности и торговли республики Татарстан (c 2020 года).

## Биография
В 1995 году окончил Казанский государственный университет им. В. И. Ульянова-Ленина по специальности «Химия», в 2001 году окончил Казанскую банковскую школу Центрального Банка Российской Федерации по специальности «Банковское дело». После окончания университета (с 1995 по 2004 год) работал в ООО НПФ «Гектор»: начальником отдела информации, исполнительным директором, заместителем генерального директора по коммерческим вопросам ООО НПФ «Гектор» (Казань). С конца 2004 года по 2007 год работал заместителем генерального директора по снабжению — начальник управления снабжения ОАО «Сода».
С 2007 по 2016 год работал исполнительным директором, советником генерального директора ООО «ТРАК ЦЕНТР»; менеджером по проектам управления проектами ГНО "Инвестиционно-венчурный фонд Республики Татарстан; заместителем генерального директора по развитию ЗАО «Васильевский стекольный завод». В 2013—2016 году технический директор ООО «Салаватский катализаторный завод».
С сентября 2016 года по апрель 2017 года — исполняющий обязанности министра строительства и жилищно-коммунального хозяйства Кировской области. С апреля по сентябрь 2017 года — исполняющий обязанности заместителя Председателя Правительства Кировской области, министра промышленности и энергетики Кировской области, с сентября 2017 года — заместитель председателя правительства Кировской области, министр строительства и ЖКХ Кировской области.
31 октября 2017 года решением Кировской городской думы назначен на должность главы администрации города Кирова.
29 января 2020 года депутаты приняли решение о его отставке.
26 октября 2020 года был арестован по уголовному делу о злоупотреблении должностными полномочиями.